# Christian Frederik von Schalburg

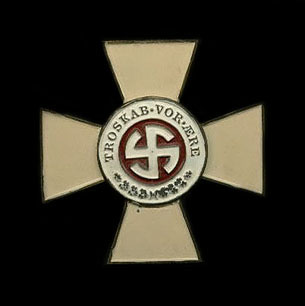
Schalburgkors. Ingraveringen "Troskab vor ære" är bildad till det tyska SS-mottot "Unser Ehre heisst Treue" (Vår ära heter trohet).

Christian Frederik von Schalburg född den 15 april 1906 i Zmeinogorsk i Sibirien, död den 2 juni 1942 vid Demjansk, var en dansk officer och ledare för Freikorps Danmark från mars till juni 1942.

## Biografi
von Schalburgs far August Theodor Schalburg föddes 1879 i Nyborg och hans mor Helene Schalburg föddes 1882 i Lillryssland (möjligen Poltava); hans två yngre syskon föddes liksom han själv i Sibirien. Modern tillhörde den ryska adeln och familjen bodde i Kejsardömet Ryssland fram till Oktoberrevolutionen 1917.
Den 18 oktober 1929 vigdes han, som dansk undersåte och löjtnant Konstantin Fedorovitch Schalburg, i Aleksander Nevskij-kyrkan i Köpenhamn med den fyra år yngre baronessan Helga Frederikke von Bülow. En son föddes 22 november 1934, som den 2 februari 1935 döptes till Aleksander Schalburg i Aleksander Nevskij kyrkan. Fadern registrerades som premiärlöjtnant i den Kongelige Livgarde Konstantin Schalburg, medan faddrarna var hans kungliga höghet prins Gustav til Danmark, överste Nikolaj Kulikovsky och dennes fru hennes kejserliga höghet storfurstinnan Olga Alexandrovna av Ryssland.
Förutom sin militärkarriär engagerade Schalburg sig i DNSAP:s (Danmarks Nationalsocialistiske Arbejderparti) ungdomsrörelse.
I finska vinterkriget 1939-1940 anmälde sig von Schalburg som frivillig att strida mot Röda armén. Efter det anmälde han sig till Waffen-SS och tjänstgjorde i 5. SS-Panzer-Division Wiking. Med sin danska tjänstegrad kaptenlöjtnant omnämndes han till SS-Hauptsturmführer. Under sin tid i Wiking-divisionen erhöll han utmärkelsen Järnkorset av både första och andra klass.
Den 1 mars 1942 övertog han befälet över Freikorps Danmark som SS-Sturmbannführer. Han ledde kåren i en pansarstrid vid Demjansk där han 2 juni skadades av en detonerande mina och kort därefter avled av skador orsakade av granatsplitter. Han begravdes vid Biakowo nära Demjansk. Reichsführer-SS Heinrich Himmler befordrade honom postumt den 3 juni 1942 till SS-Obersturmbannführer.